# Simanosor (Dolok)
Simanosor is een bestuurslaag in het regentschap Padang Lawas Utara van de provincie Noord-Sumatra, Indonesië. Simanosor telt 58 inwoners (volkstelling 2010).